# Dujmić Selo
 Dujmić Selo  falu Horvátországban, Károlyváros megyében. Közigazgatásilag Ogulinhoz tartozik.

## Fekvése
Károlyvárostól 39 km-re délnyugatra, községközpontjától 5 km-re délre, a Sabljaki-tó nyugati partján fekszik.

## Története
Lakosságát csak 1948-óta számlálják önállóan, akkor 98-an lakták. 2011-ben 144 lakosa volt.

## Lakosság
| Lakosság változása | Lakosság változása | Lakosság változása | Lakosság változása | Lakosság változása | Lakosság változása | Lakosság változása | Lakosság változása | Lakosság változása | Lakosság változása | Lakosság változása | Lakosság változása | Lakosság változása | Lakosság változása | Lakosság változása | Lakosság változása |
| ------------------ | ------------------ | ------------------ | ------------------ | ------------------ | ------------------ | ------------------ | ------------------ | ------------------ | ------------------ | ------------------ | ------------------ | ------------------ | ------------------ | ------------------ | ------------------ |
| 1857               | 1869               | 1880               | 1890               | 1900               | 1910               | 1921               | 1931               | 1948               | 1953               | 1961               | 1971               | 1981               | 1991               | 2001               | 2011               |
| 0                  | 0                  | 0                  | 0                  | 0                  | 0                  | 0                  | 0                  | 98                 | 151                | 122                | 119                | 120                | 129                | 126                | 144                |

## Nevezetességei
A Sabljaki tavat 1959-ben létesítették a Zagorska Mrežnica patak vizének felduzzasztásával a Gojak vízierőmű vízszükségletének biztosítására. A tó kellemes kirándulóhely, ideális a csónakázás, a vitorlázás, a horgászat kedvelőinek. Partján kiépített strandok, kerékpárutak vannak. Gyakran rendeznek itt evezős versenyeket is.